# Tim Henry
Tim Henry (* 25. června 1981) je americký basketbalista hrající českou Národní basketbalovou ligu za tým BK Ústí nad Labem. Hraje na pozici rozehrávače nebo křídla.
Je vysoký 193 cm, váží 89 kg.

## Kariéra v české NBL
- 2006 - 2007 : BK Ústí nad Labem

## Statistiky v české NBL
| Sezóna   | Soutěž      | Odehrané minuty | Průměr na zápas | Body | Průměr na zápas |
| -------- | ----------- | --------------- | --------------- | ---- | --------------- |
| 2006/07* | Mattoni NBL | 610.7           | 33.9            | 340  | 18.9            |

 *Rozehraná sezóna - údaje k 20.1.2007 